# Barbă

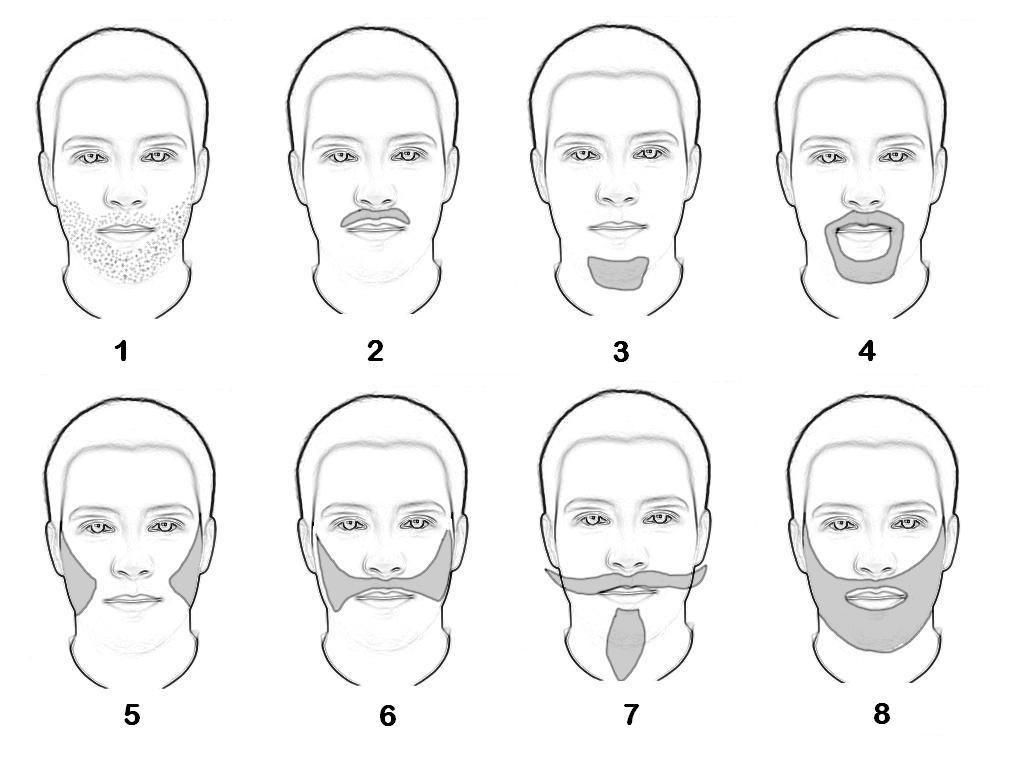
Unele tipuri de barbă și de mustață, precum și combinații ale celor două pilozități faciale

Barba este părul care crește pe fața bărbaților, pe bărbie, pe obraji și pe gât.
Părul de pe care crește deasupra buzelor se numește mustață.
Și la unele animale, părul crește în formă de barbă, ca de exemplu la țap.